# Diada de Sant Fèlix 2011
La diada castellera de Sant Fèlix tingué lloc el dimarts dia 30 d'agost del 2011 a la plaça de la Vila de Vilafranca del Penedès. Les quatre colles participants van ser els Castellers de Vilafranca, la Colla Vella dels Xiquets de Valls, la Colla Joves dels Xiquets de Valls i els Minyons de Terrassa.

## Colles participants i castells assolits
| Castellers de Vilafranca          | Pde4cam, 4de9fa, 2de9f (i), 2de9fm, 3de10fm (i), 3de9f, pde8fm |
| Minyons de Terrassa               | Pde4cam, 3de9f, 2de9fm, 4de9f, pde8fm (i), pde5, pde5          |
| Colla Vella dels Xiquets de Valls | Pde4cam, 3de9f, 4de9f, 9de8, pde7f (c)                         |
| Colla Joves dels Xiquets de Valls | Pde4cam, 3de9f (c), 2de8f, 4de9f (c), pde5                     |

- *(f) folre, (m) manilles, (c) carregat, (i) intent, (id) intent desmuntat, (a) agulla.